# Gustavo Trelles
Gustavo Trelles (1955. november 15. –) uruguayi autóversenyző, négyszeres N csoportos ralivilágbajnok.

## Pályafutása
1981 és 2002 között vett részt a rali-világbajnokság futamain. Ez idő alatt kilencvenkét versenyen állt rajthoz, melyek jelentős részén a világbajnokság N csoportos értékelésében volt érdekelt. Ezt a bajnokságot négy alkalommal (1996, 1997, 1998, 1999) sikerült megnyernie, valamint további három alkalommal lett második (1990, 2000, 2001). Legelőkelőbb összetett világbajnoki helyezését az 1993-as szezonban érte el, amikor is a kilencedik helyen zárta az abszolút értékelést.

## Külső hivatkozások
- Profilja a rallybase.nl honlapon
- Profilja a juwra.com honlapon
- Profilja az ewrc.cz honlapon